# Triancyra hirashimai
Triancyra hirashimai là một loài tò vò trong họ Ichneumonidae.